# Chondrus crispus
Espèce
Chondrus crispus, aussi appelé Goémon blanc, Mousse d'Irlande, Pioca ou Carragheen est une espèce d'algues rouges de la famille des Gigartinaceae. Il est récolté pour produire des carraghénanes.

## Description morphologique

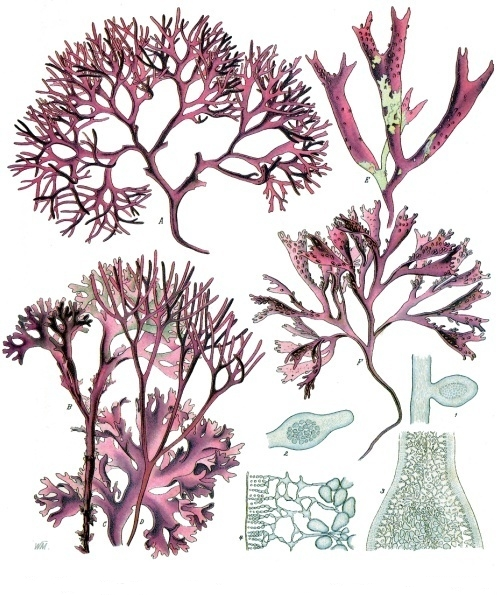
Planche présentant des détails morphologiques de Gigartinaceae
De A à D (à gauche) : Chondrus crispus
E et F : Mastocarpus stellatus

Cette algue rouge, très polymorphe d'aspect, mesure en général entre 7 et 15 cm de long. Sa couleur varie de pourpre à vert en passant par le brun, avec de nombreuses nuances intermédiaires. À l'état sec, Chondrus crispus prend un aspect presque corné.
Cette algue s'attache au substrat par un petit crampon, surmonté d'un stipe fin, qui s'élargit en ramifications très lobées, aplaties, et en partie translucides. Ces lobes, de forme variée, peuvent se subdiviser en lobules, ce qui donne à l'algue un aspect "frisé" (d'où le terme "crispus").
Une espèce très ressemblante, Mastocarpus stellatus, a un stipe enroulé sur les bords et a un aspect plus rugueux,.

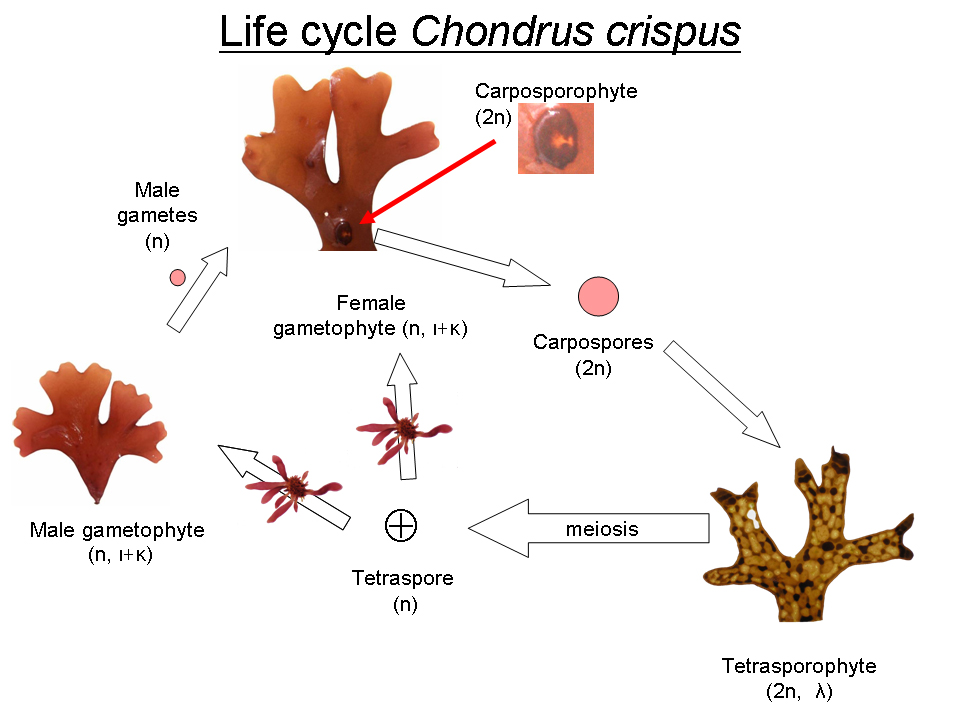
Cycle de vie de Chondrus crispus

## Répartition et habitat
Cette algue pousse sur substrat rocheux, au niveau de l'étage infralittoral.
En Europe, elle pousse dans l'Atlantique, la Manche, la mer du Nord ; elle est rare en mer Baltique.

## Liste des variétés
Selon Catalogue of Life (6 mai 2012) :
- sous-espèce Chondrus crispus f. aegagropilus
- sous-espèce Chondrus crispus f. densus
- sous-espèce Chondrus crispus f. membranaceus
- sous-espèce Chondrus crispus f. uncinatus
- sous-espèce Chondrus crispus var. virens

Selon World Register of Marine Species (6 mai 2012) :
- Chondrus crispus f. filiformis (Hudson) M. Thomas
- variété Chondrus crispus var. filiformis (Hudson) Lyngbye, 1819
- variété Chondrus crispus var. lonchophorus Montagne, 1861
- Chondrus crispus f. aegagropilus Rosenvinge, 1931
- Chondrus crispus f. densus Rosenvinge, 1931
- Chondrus crispus f. membranaceus Rosenvinge, 1931
- Chondrus crispus f. uncinatus (Lyngbye) Rosenvinge, 1931

## Utilisation
Le chondrus crispus, utilisé pour la fabrication de médicaments et en cuisine pour son pouvoir gélatinisant, était autrefois récolté de façon traditionnelle. Selon une estimation de 1915, pour une production française totale de 2 000 tonnes, le Finistère en récoltait environ 1 000 tonnes.
Chondrus crispus est pour l'industrie agro-alimentaire une source de carraghénane, utilisée comme épaississant, gélifiant et stabilisateur dans les laitages et les glaces et est donc un additif alimentaire : le E407 ou E407b. On le retrouve comme clarifiant dans la fabrication de la bière et du vin (procédé du collage).
En Bretagne (où ce « lichen de mer » est connu sous le nom breton de pioka), en Écosse (sous le nom cairgean en gaélique écossais) et en Irlande (carraigín), on le fait bouillir dans du lait, ensuite on le filtre et on y ajoute différents ingrédients : sucre, vanille, cannelle, brandy ou whisky. On obtient ainsi une sorte de gélatine similaire à la Panna cotta, au tapioca, ou au blanc-manger.